# Krzyżownica (województwo kujawsko-pomorskie)
Krzyżownica – osada w Polsce położona w województwie kujawsko-pomorskim, w powiecie mogileńskim, w gminie Mogilno.

## Podział administracyjny

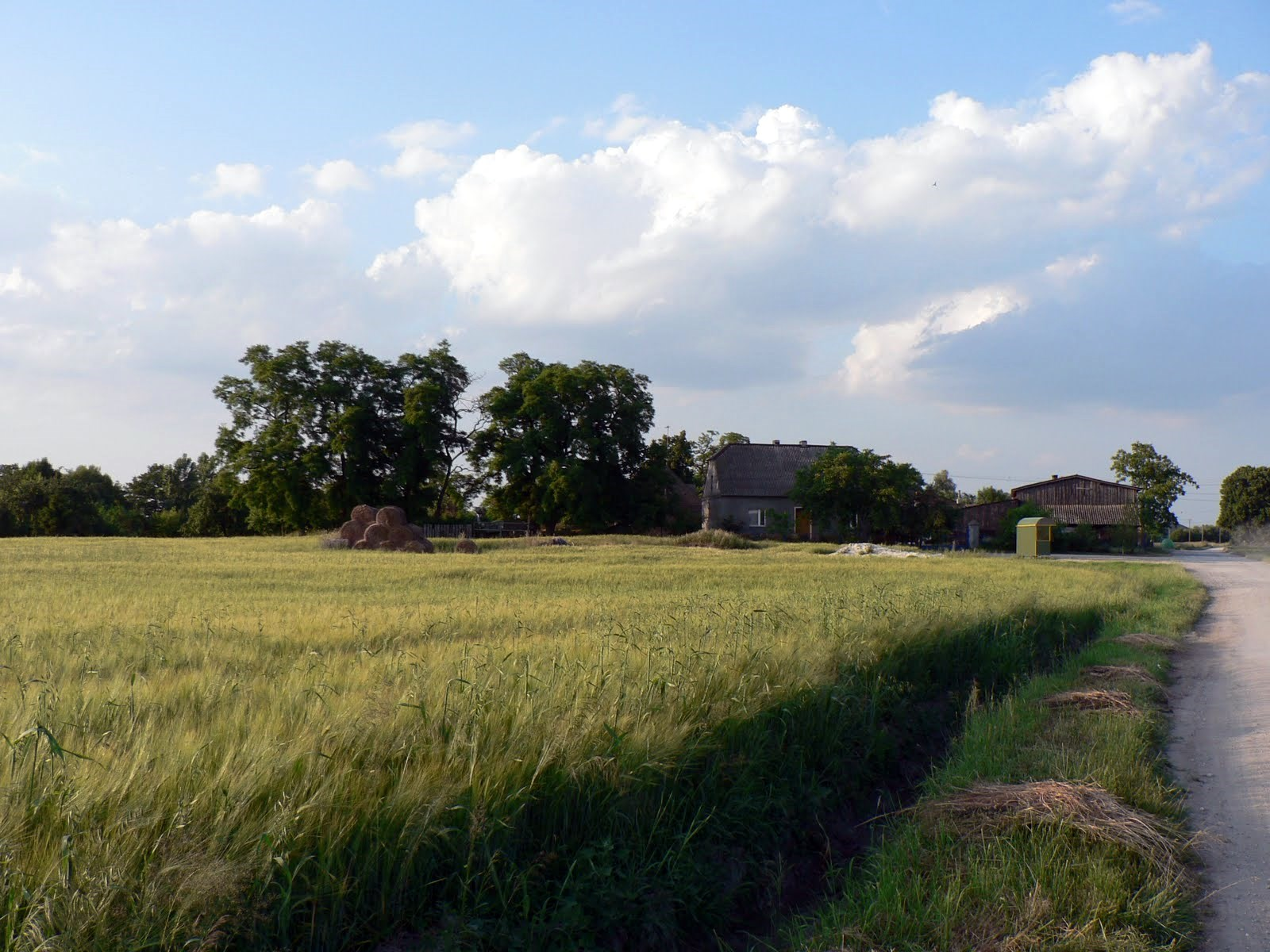
Krzyżownica od strony Popielewa

W latach 1975–1998 miejscowość administracyjnie należała do województwa bydgoskiego.

## Demografia
Według Narodowego Spisu Powszechnego (III 2011 r.) liczyła 54 mieszkańców. Jest 47. co do wielkości miejscowością gminy Mogilno.